# Liste der Baudenkmäler in Sulzthal
Auf dieser Seite sind die Baudenkmäler in dem unterfränkischen Markt Sulzthal zusammengestellt. Diese Tabelle ist eine Teilliste der Liste der Baudenkmäler in Bayern. Grundlage ist die Bayerische Denkmalliste, die auf Basis des Bayerischen Denkmalschutzgesetzes vom 1. Oktober 1973 erstmals erstellt wurde und seither durch das Bayerische Landesamt für Denkmalpflege geführt wird. Die folgenden Angaben ersetzen nicht die rechtsverbindliche Auskunft der Denkmalschutzbehörde.

## Ortsbefestigung
Die ehemalige Ortsbefestigung (Lage)
(Lage)
(Lage)
(Lage)
(Lage)
(Lage) von Sulzthal ist eine in weiten Teilen erhaltene Umfassungsmauer aus Hausteinmauerwerk. Teilweise ist sie noch mit drei bis vier Meter Höhe erhalten. Von den einst zwei Toren, dem Nord- und Südtor, hat sich keines erhalten. An der Stelle des ehemaligen Südtores (bei Hauptstraße 2) gibt eine Inschriftentafel das Erbauungsdatum 1582 an.
Aktennummer: D-6-72-155-1.

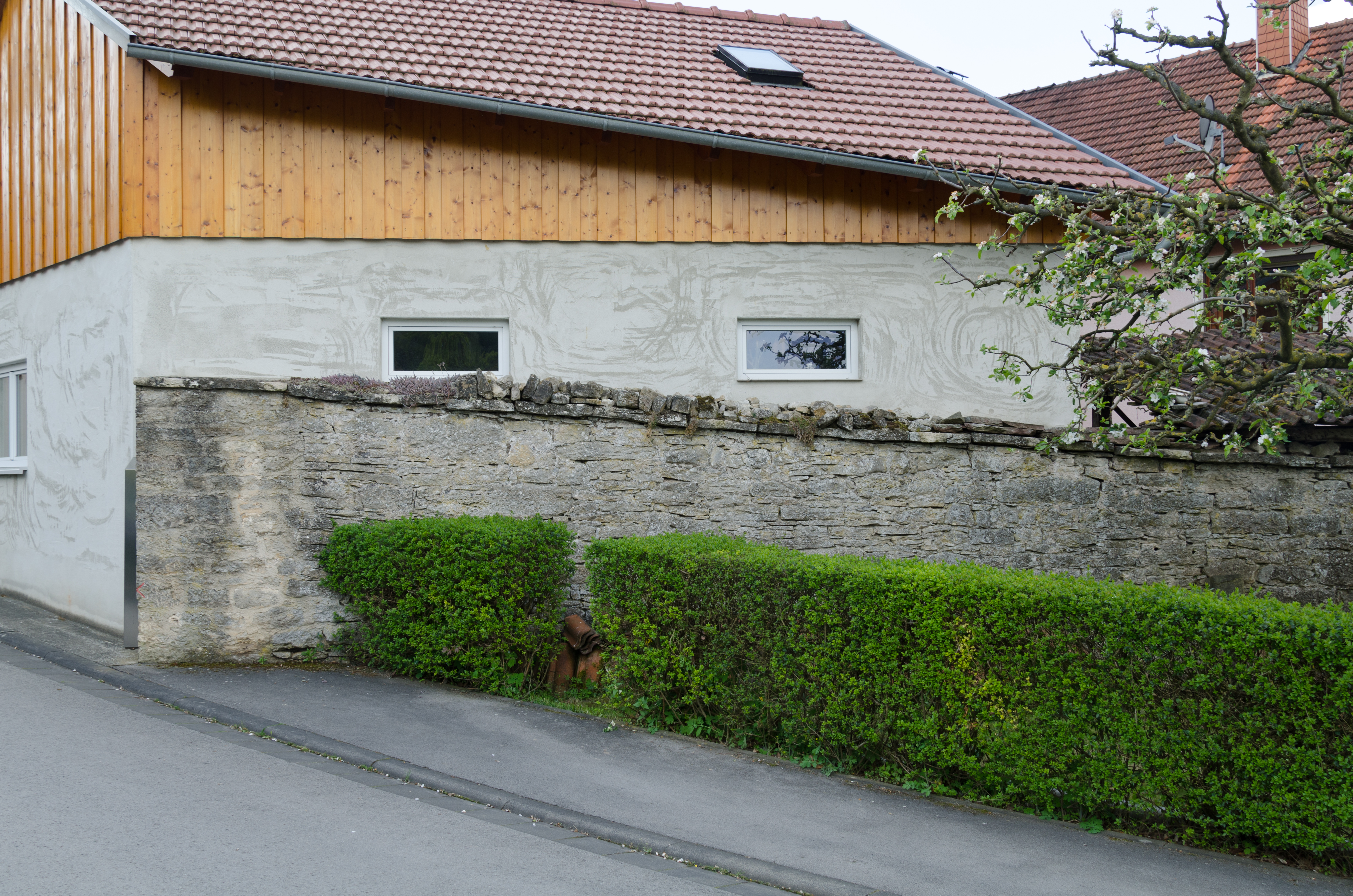
Mauerzug zwischen Hauptstraße und Gartenstraße
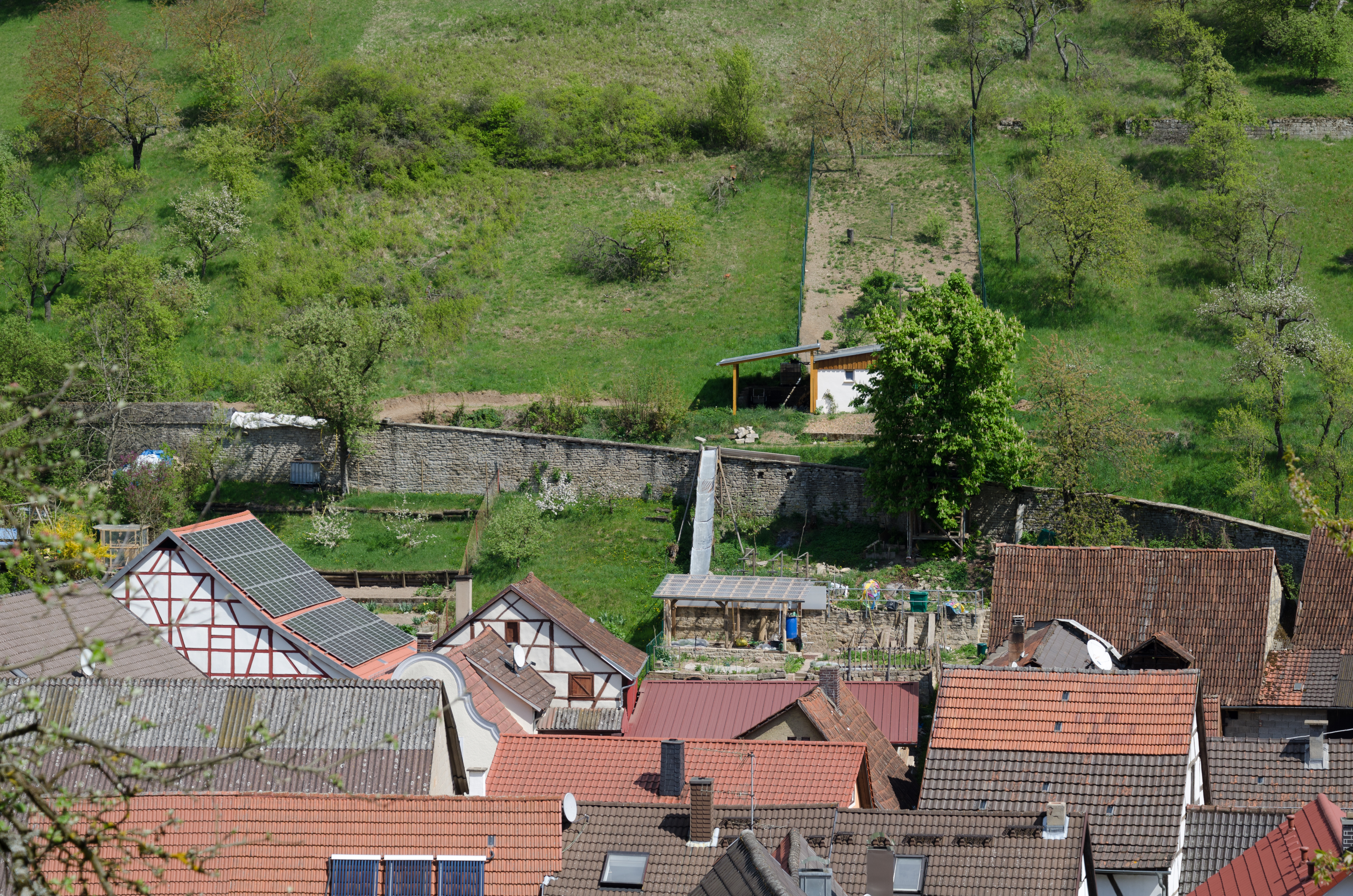
Mauerzug an der Wiesenstraße
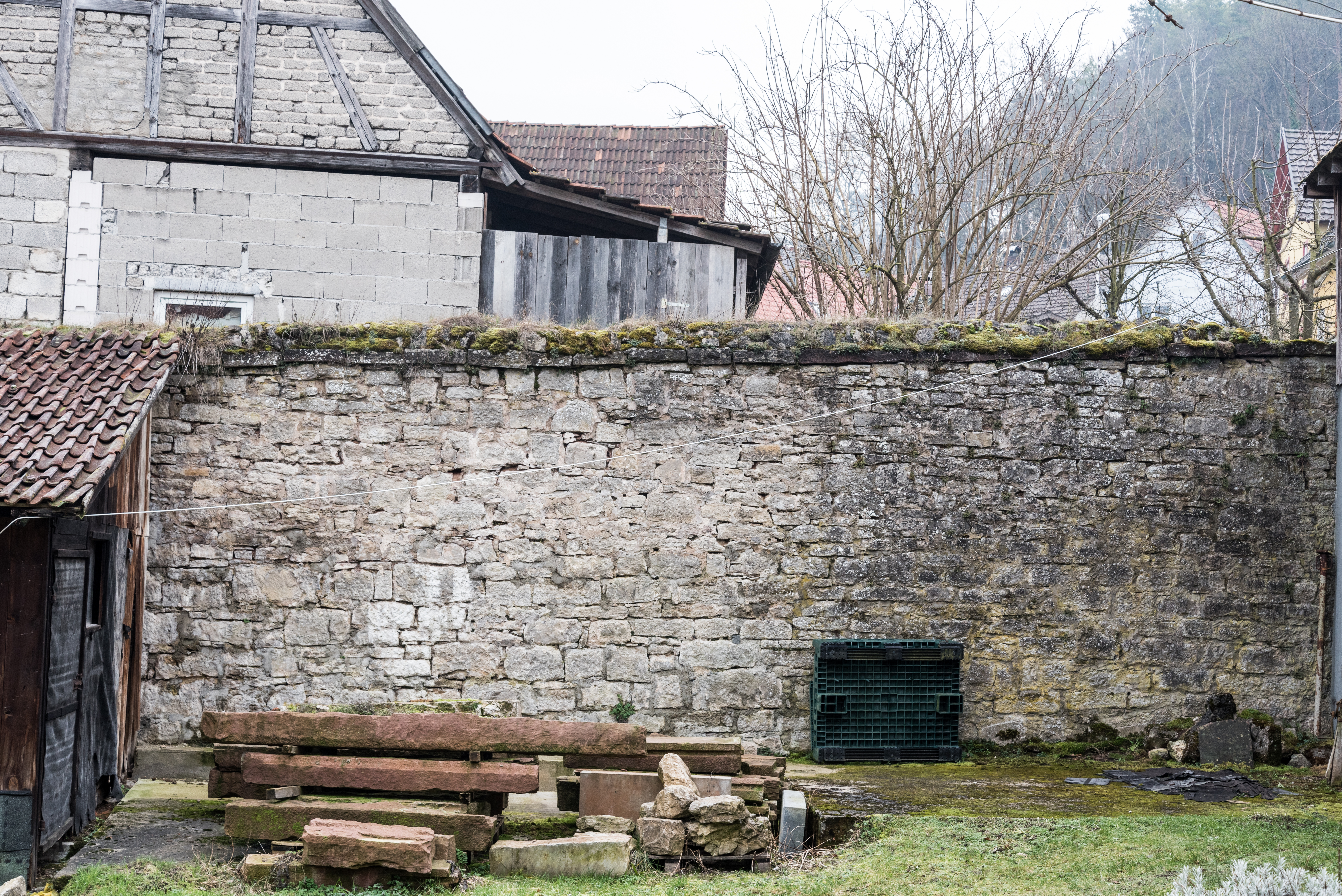
Mauerzug an der Langenbergstraße
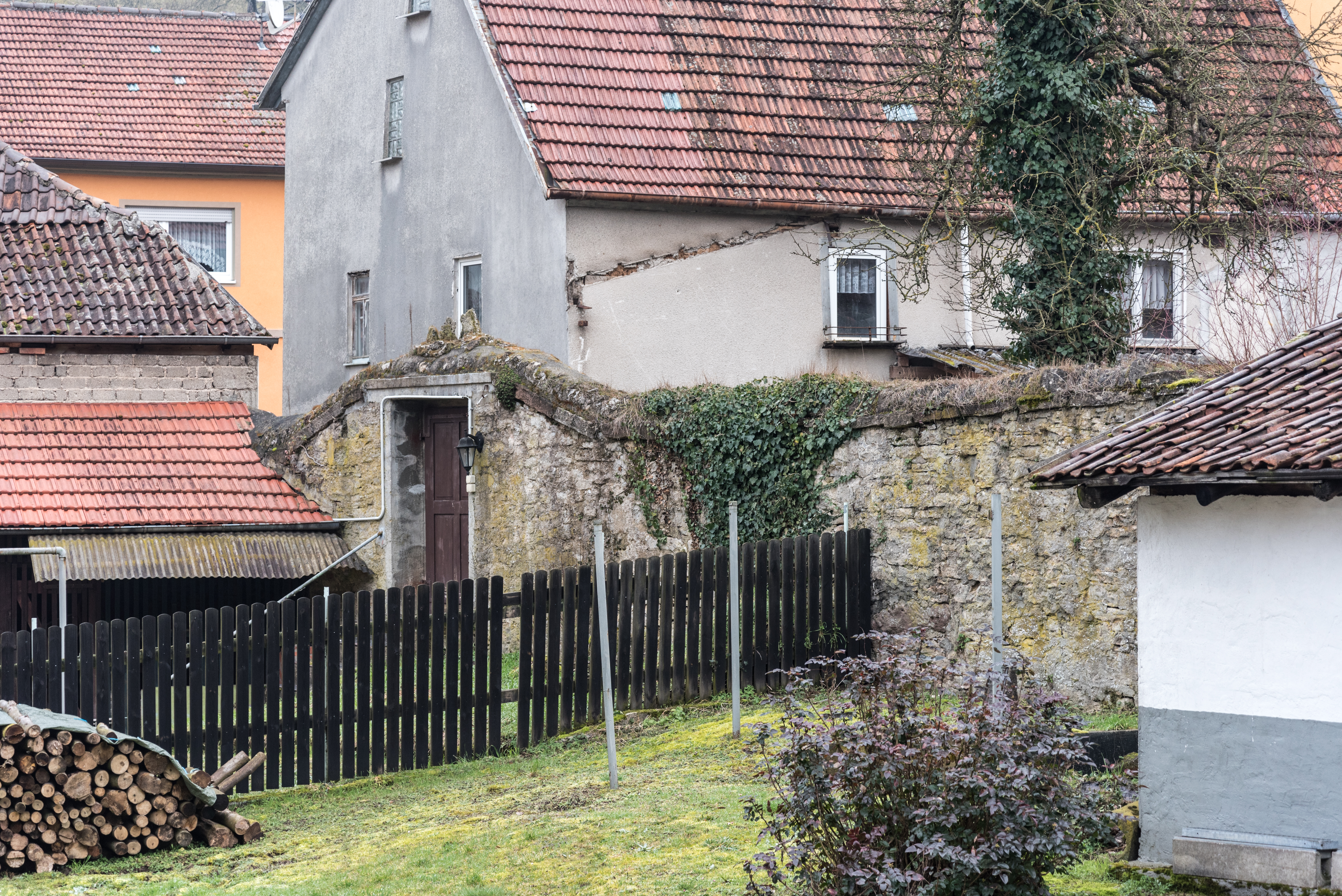
Mauerzug an der Langenbergstraße
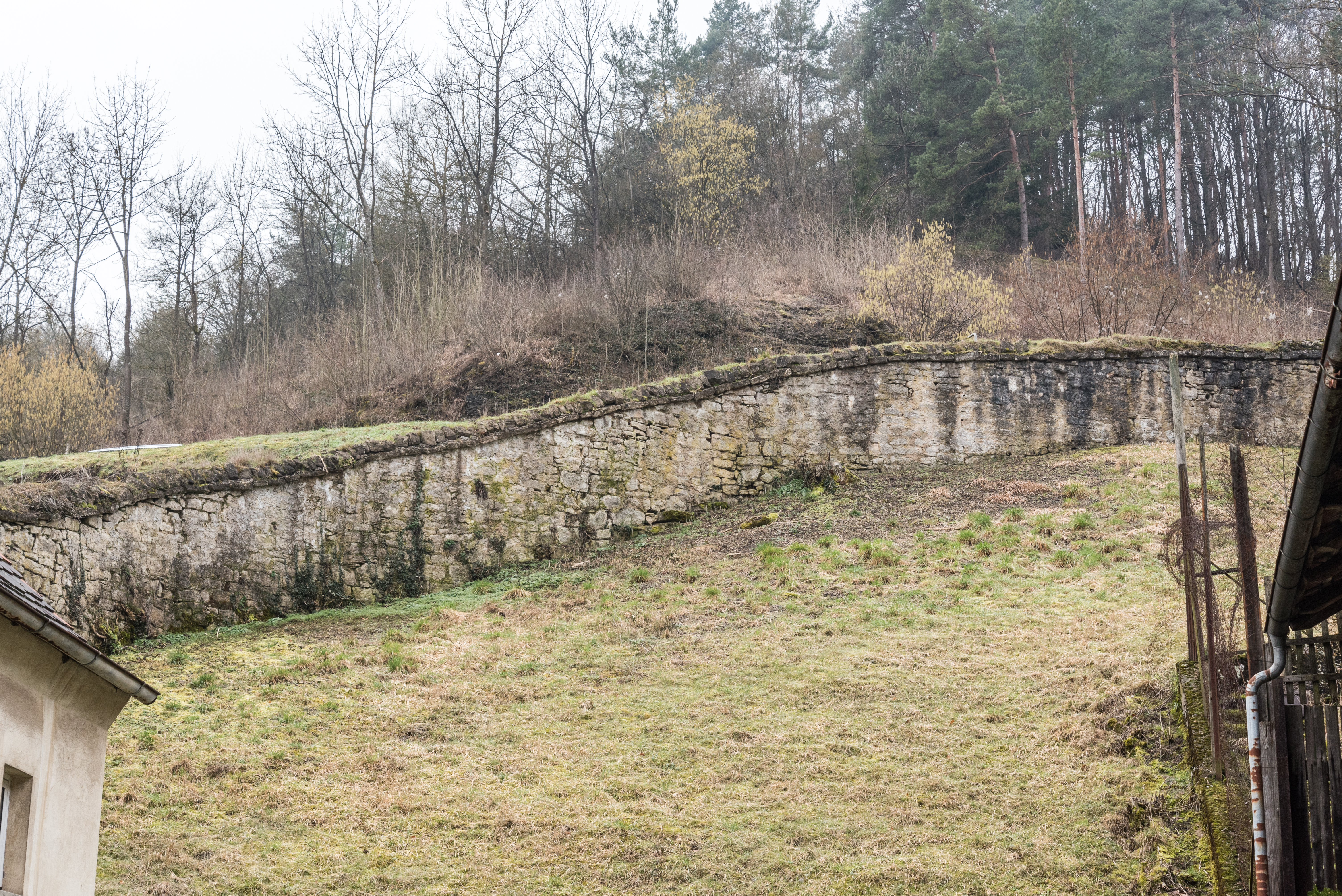
Mauerzug an der Langenbergstraße
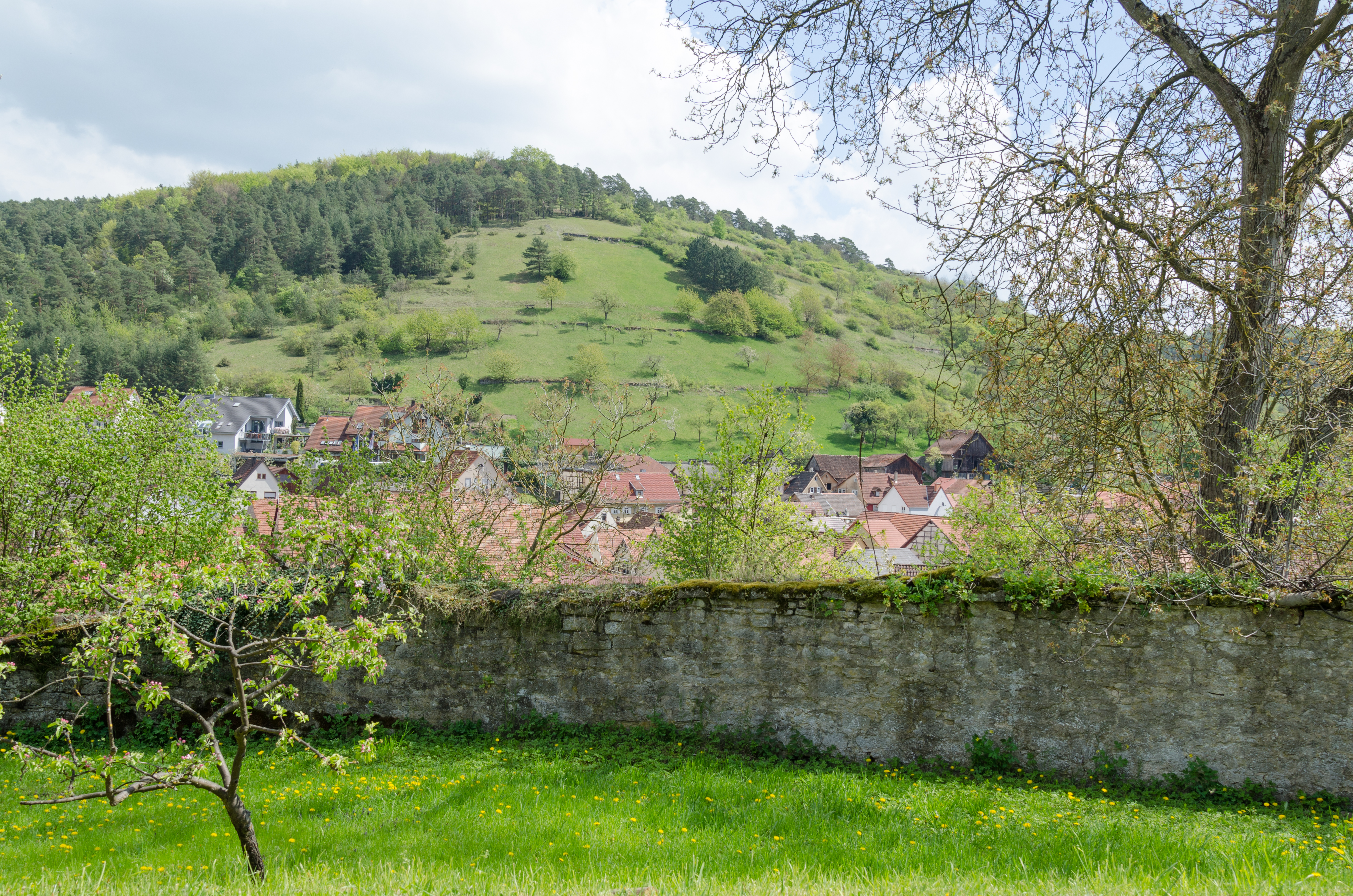
Mauerzug an der Ermsthaler Straße
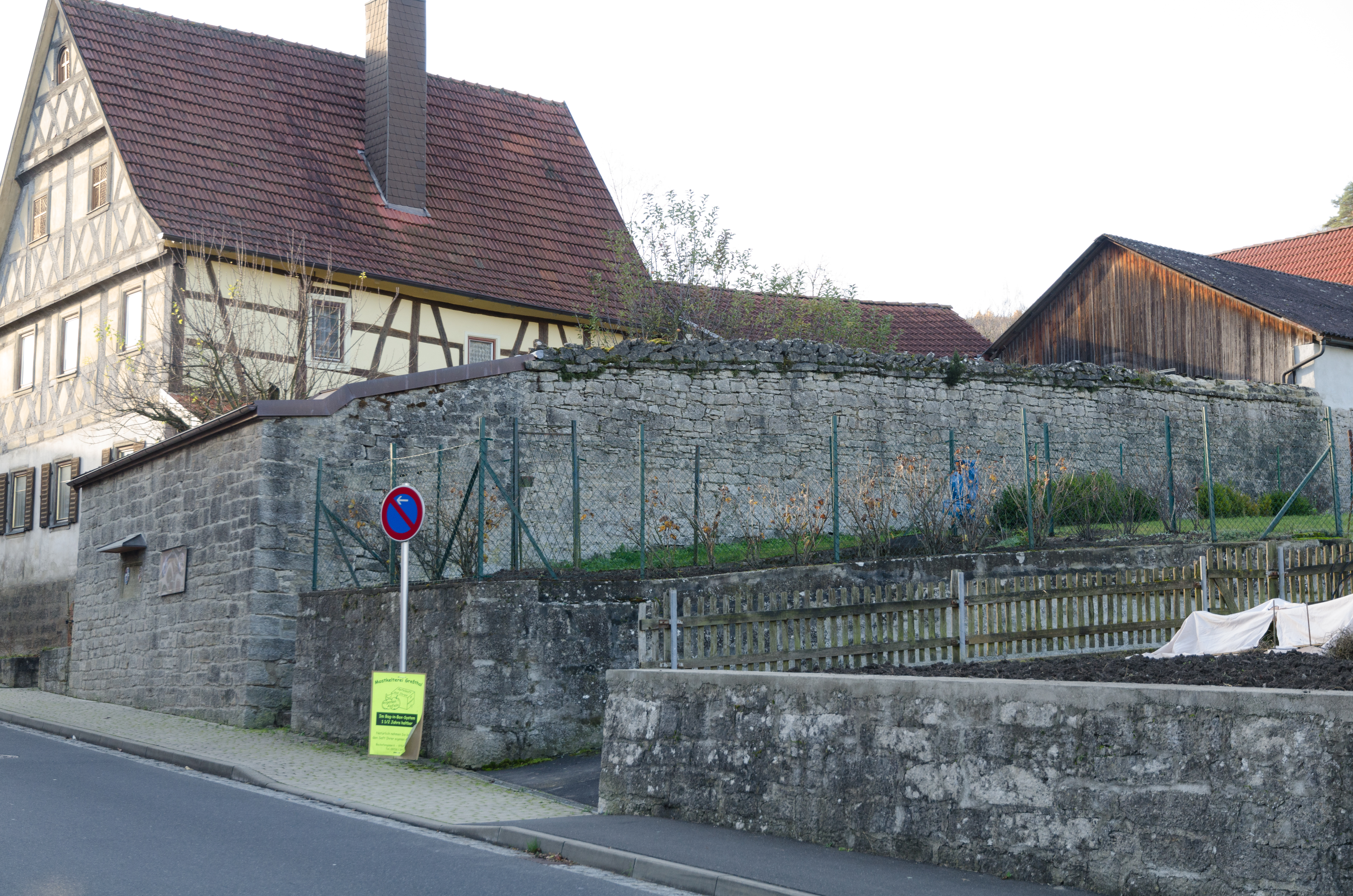
Mauerzug bei Hauptstraße 2
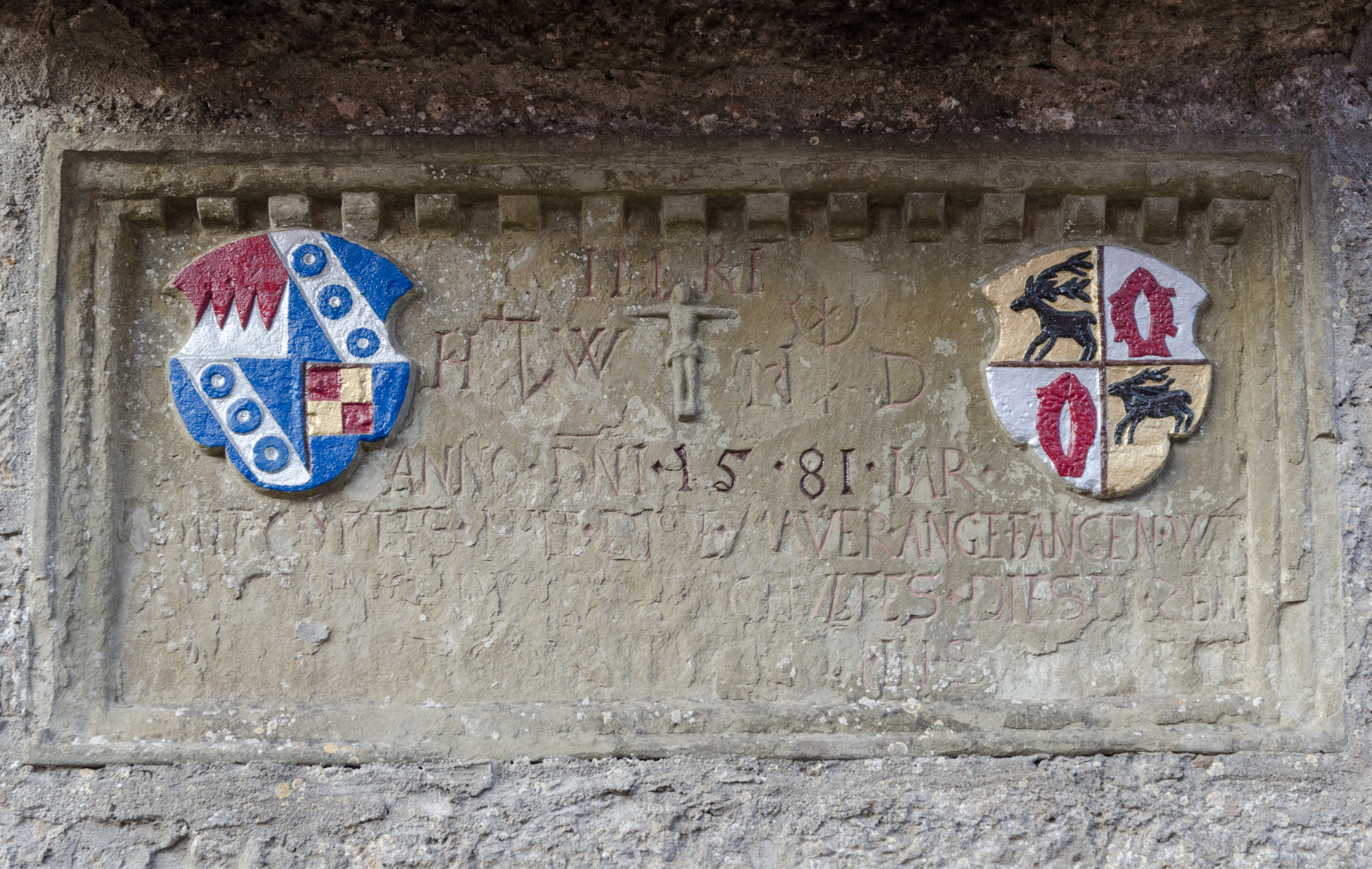
Inschriftentafel Hauptstraße 2

## Baudenkmäler
| Lage                                                               | Objekt                                                                                                 | Beschreibung | Akten-Nr.     | Bild                     |
| ------------------------------------------------------------------ | --- | --- | ------------- | ------------------------ |
| Alte Straße (Standort)                                             | Kreuzschlepper                                                                                         | Figur des kreuztragenden Christus mit Schächer auf Rundsäule mit ornamentiertem Postament, über würfelförmigem Sockel, Sandstein, 18. Jahrhundert                                                                                 | D-6-72-155-61 | Kreuzschlepper           |
| Alte Straße, Kappelberg (Standort)                                 | Kreuzigungsgruppe                                                                                      | Kruzifix flankiert von Assistenzfiguren auf vorspringendem Sockel mit Lisenengliederung, Sandstein, Figuren aus Gips, davor Treppenanlage, bezeichnet „1881“                                                                      | D-6-72-155-38 | Kreuzigungsgruppe        |
| Brachwinkel (Standort)                                             | Bildstock                                                                                              | Reliefaufsatz mit Darstellung des Gekreuzigten flankiert von zwei Heiligen (Heilige Katharina), auf Rundsäule über Postament, Sandstein, bezeichnet „1709“                                                                        | D-6-72-155-2  | weitere Bilder           |
| Buggasse 2 (Standort)                                              | Ehemaliges Wohnstallhaus                                                                               | Zweigeschossiger, verputzter Fachwerkbau mit massivem Sockel und Krüppelwalmdach, um 1820 | D-6-72-155-3  | weitere Bilder           |
| Buggasse 2 (Standort)                                              | Hoftoranlage                                                                                           | Sandstein und Holz, wohl gleichzeitig | D-6-72-155-3  | Hoftoranlage             |
| Buggasse 2 (Standort)                                              | Prozessionsaltar                                                                                       | Tabernakelförmiger Reliefaufsatz mit Baldachin, Evangelist Matthäus als Bekrönungsfigur, die Rückwand mit Relief der Heiligen Familie, auf Sockel mit Inschriftenkartusche, Sandstein, bezeichnet „1776“                          | D-6-72-155-3  | weitere Bilder           |
| Buggasse 4 (Standort)                                              | Gasthaus                                                                                               | Zweigeschossiger, giebelständiger Satteldachbau mit massivem Erdgeschoss, Fachwerkobergeschoss und -giebel, bezeichnet „1551“ | D-6-72-155-5  | weitere Bilder           |
| Buggasse 5 (Standort)                                              | Hoftor                                                                                                 | Rundbogentor, Hau- bzw. Werksteinmauerwerk, Sandstein, bezeichnet „1714“ | D-6-72-155-6  | weitere Bilder           |
| Buggasse 7 (Standort)                                              | Ehemalige Schule, ab 1972 Pfarrhaus                                                                    | Zweigeschossiger Halbwalmdachbau, 1822–1823 | D-6-72-155-7  | weitere Bilder           |
| Buggasse 7, vor ehemaliger Schule (Standort)                       | Sandsteinkruzifix                                                                                      | Auf Tischsockel mit Inschriftenkartusche, darauf Figur der Muttergottes, 18. Jahrhundert | D-6-72-155-7  | weitere Bilder           |
| Buggasse 7 (Standort)                                              | Kriegerdenkmal für die Gefallenen der Kriege von 1866 und 1870/71                                      | Madonnenfigur auf Sockel mit Wappenkartusche, davor niedergelegtes Kriegsgerät und ruhender Löwe, Sandstein, 1895 | D-6-72-155-28 | weitere Bilder           |
| Buggasse 8 (Standort)                                              | Hoftor                                                                                                 | Steinerne Rundbogenpforte und hölzernes Tor, bez. 1817, mit kleiner Figurengruppe | D-6-72-155-8  | weitere Bilder           |
| Eichstraße 2 (Standort)                                            | Friedhofsmauer                                                                                         | Hausteinmauerwerk, 18. Jahrhundert bis Mitte 19. Jahrhundert | D-6-72-155-29 | Friedhofsmauer           |
| Eichstraße 2 (Standort)                                            | Friedhof                                                                                               | einige Grabdenkmäler des 19. Jahrhunderts, vorwiegend Sandstein | D-6-72-155-29 | weitere Bilder           |
| Eichstraße 2 (Standort)                                            | Friedhofskreuz                                                                                         | Kruzifix auf Sockel mit Darstellung des Auge Gottes, Tod und Sanduhr, in Kartusche, Sandstein, bezeichnet „1769“ | D-6-72-155-29 | weitere Bilder           |
| Eichstraße 2 (Standort)                                            | Bildstock                                                                                              | Halbrunder Reliefaufsatz mit Kreuzbekrönung und Darstellung der Heiligen Dreifaltigkeit, auf Sockel mit Reliefdarstellung des Fegefeuers, Sandstein, bezeichnet „1737“                                                            | D-6-72-155-29 | weitere Bilder           |
| Eichstraße 2 (Standort)                                            | Kriegerdenkmal für 1914–18                                                                             | Trapezförmiger Aufsatz mit Eiserner Kreuz-Bekrönung und Reliefdarstellung Christus erscheint zwei Soldaten, auf Sockel mit Namen der Gefallenen, Sandstein, um 1925                                                               | D-6-72-155-29 | weitere Bilder           |
| Eichstraße 2 (Standort)                                            | Kreuzweg                                                                                               | 1866/67, vgl. eigenen Datensatz | D-6-72-155-29 | Kreuzweg                 |
| Eichstraße 8 (Standort)                                            | Ehemaliges Wohnstallhaus                                                                               | Eingeschossiger Satteldachbau mit Fachwerkgiebel und massivem Sockel, zweite Hälfte 18. Jahrhundert | D-6-72-155-9  | weitere Bilder           |
| Eichstraße 8 (Standort)                                            | Hoftoranlage                                                                                           | Holz und Haustein, wohl 19. Jahrhundert | D-6-72-155-9  | weitere Bilder           |
| Eichstraße 20 (Standort)                                           | Ehemaliges Doppelbauernhaus                                                                            | Ursprünglich eingeschossiger Fachwerkbau mit Satteldach und Hausteinsockel, 1972 teilaufgestockt und verputzt, im Kern 16./17. Jahrhundert                                                                                        | D-6-72-155-47 | weitere Bilder           |
| Eichstraße 22 (Standort)                                           | Ehemaliges Wohnstallhaus                                                                               | Eingeschossiger Satteldachbau mit massivem Sockelgeschoss und verputztem Fachwerkgiebel, 18. Jahrhundert | D-6-72-155-48 | Ehemaliges Wohnstallhaus |
| Eichstraße 24 (Standort)                                           | Teich, sogenannte Weth, zum Dorfteich aufgestaute Sulzbachquelle, als Waschplatz bzw. Löschwasserteich | Sandsteinquadereinfassung, mit Waschbänken, 18./19. Jahrhundert | D-6-72-155-49 | weitere Bilder           |
| Ermstaler Straße (Standort)                                        | Bildstock                                                                                              | Reliefaufsatz mit Kreuzbekrönung und Darstellungen einer Pietà unter dem Kreuz und einer Kreuzigung mit Stifterfamilie, auf gewundener Rundsäule mit Weinrankenornament, über neu gemauertem Sockel, Sandstein, bezeichnet „1687“ | D-6-72-155-46 | Bildstock                |
| Euerdorfer Straße, Weßfeld (Standort)                              | Wegkreuz                                                                                               | Kruzifix auf würfelförmigem Sockel, Sandstein, Sockel bezeichnet „1717“, Kreuz wohl 19. Jahrhundert | D-6-72-155-33 | weitere Bilder           |
| Hauptstraße (Standort)                                             | Pietà                                                                                                  | Ehemalige Hausfigur, nun in eine Mauernische versetzt, 17./18. Jahrhundert | D-6-72-155-30 | weitere Bilder           |
| Hauptstraße 2 (Standort)                                           | Bauernhaus                                                                                             | Zweigeschossiger, giebelständiger Fachwerkbau mit massivem Sockel- und Erdgeschoss sowie Satteldach, 17./18. Jahrhundert | D-6-72-155-11 | weitere Bilder           |
| Hauptstraße 2 (Standort)                                           | Hoftoranlage                                                                                           | Sandsteinquadermauerwerk, in Nische Bildstockaufsatz mit Madonnenrelief, Sandstein, 18. Jahrhundert | D-6-72-155-11 | weitere Bilder           |
| Hauptstraße 4 (Standort)                                           | Ehemaliges Bauernhaus                                                                                  | Zweigeschossiger Krüppelwalmdachbau mit massivem Erdgeschoss, sowie Fachwerkobergeschoss und -giebel, 18. Jahrhundert | D-6-72-155-12 | weitere Bilder           |
| Hauptstraße 4 (Standort)                                           | Hoftoranlage                                                                                           | Sandstein, klassizistisch, frühes 19. Jahrhundert | D-6-72-155-12 | weitere Bilder           |
| Hauptstraße 7 (Standort)                                           | Ehemaliges Doppelbauernhaus                                                                            | Eingeschossiger, verputzter Fachwerkbau mit Bruchsteinsockel und Satteldach, 18. Jahrhundert | D-6-72-155-50 | weitere Bilder           |
| Hauptstraße 18 (Standort)                                          | Ehemaliges Wohnstallhaus                                                                               | Eingeschossiger, verputzter Fachwerkbau mit massivem Sockel und Frackdach, 18. Jahrhundert | D-6-72-155-51 | weitere Bilder           |
| Hauptstraße 18 (Standort)                                          | Scheune                                                                                                | Eingeschossiger Fachwerkbau, bezeichnet „1729“, im 19. Jahrhundert verändert | D-6-72-155-51 | Scheune                  |
| Hauptstraße 21 (Standort)                                          | Hoftoranlage                                                                                           | Sandsteinpfeiler und Pforte mit Bekrönungsfigur des Erzengels Michael, flankiert von zwei Vasen, Sandstein, bezeichnet „1788“ | D-6-72-155-14 | weitere Bilder           |
| Hauptstraße, vor Nr. 21 (Standort)                                 | Prozessionsaltar                                                                                       | Baldachinartiger Aufbau mit Evangelist Johannes als Bekrönungsfigur, Rückwand mit Reliefdarstellung der Heiligen Monstranz, auf Tischsockel mit Relief des Gekreuzigten und Stifterfamilie, Sandstein, bezeichnet „1746“          | D-6-72-155-14 | weitere Bilder           |
| Hauptstraße 23 (Standort)                                          | Hoftor                                                                                                 | Rundbogiges Tor mit kannelierten Pfeilern, bezeichnet „1807“ | D-6-72-155-52 | weitere Bilder           |
| Hauptstraße 23 (Standort)                                          | Torgebäude                                                                                             | Zweigeschossiger Krüppelwalmdachbau mit massivem Erdgeschoss aus Hausteinmauerwerk und Fachwerkobergeschoss, um 1860 | D-6-72-155-53 | weitere Bilder           |
| Hauptstraße 27 (Standort)                                          | Hoftoranlage                                                                                           | Rundbogentor und Pforte, Hausteinmauerwerk mit Holzsturz, bezeichnet „1850“ | D-6-72-155-54 | weitere Bilder           |
| Hauptstraße 27 (Standort)                                          | Pietà                                                                                                  | In Nische über Pforte, bezeichnet „1868“ | D-6-72-155-54 | weitere Bilder           |
| Hauptstraße 36 (Standort)                                          | Bauernhaus                                                                                             | Zweigeschossiger Krüppelwalmdachbau mit massivem Erdgeschoss sowie Fachwerkobergeschoss und -giebel, erste Hälfte 19. Jahrhundert                                                                                                 | D-6-72-155-16 | weitere Bilder           |
| Hauptstraße 36 (Standort)                                          | Hoftoranlage                                                                                           | Hausteinmauerwerk, Sandstein, wohl gleichzeitig | D-6-72-155-16 | weitere Bilder           |
| Hauptstraße 47 (Standort)                                          | Türblatt                                                                                               | Hölzern in klassizistischen Formen, um 1800 | D-6-72-155-17 | Türblatt                 |
| Hauptstraße 52 (Standort)                                          | Prozessionsaltar                                                                                       | Baldachinartiger Aufbau mit Pietà als Bekrönungsfigur, Rückseite mit Marienkrönungsrelief, auf Tischsockel mit Inschriftenkartuschen, Sandstein, bezeichnet „1733“                                                                | D-6-72-155-18 | weitere Bilder           |
| Hauptstraße 62 (Standort)                                          | Ehemaliges Fernmeldeamt                                                                                | Zweigeschossiger, traufständiger Satteldachbau mit Dachreiter, in Formen des Heimatstiles, 1937 | D-6-72-155-55 | weitere Bilder           |
| Häuslein (Standort)                                                | Bildstock                                                                                              | Reliefaufsatz mit Kreuzbekrönung und Darstellung der Heiligen Familie, darunter Stifterfamilie, auf ornamentiertem Postament über Tischsockel mit Inschrift, Sandstein, bezeichnet „1722“                                         | D-6-72-155-41 | weitere Bilder           |
| Häuslein ()                                                        | Feldkreuz                                                                                              | Neue Straße nicht nachqualifiziert, im Bayerischen Denkmal-Atlas nicht kartiert | D-6-72-155-39 |                          |
| Hohe Straße 8 (Standort)                                           | Hoftoranlage                                                                                           | Mit Rundbogenpforte, Hausteinmauerwerk, 17. Jahrhundert | D-6-72-155-56 | Hoftoranlage             |
| Hohe Straße 9 (Standort)                                           | Ehemaliges Wohnstallhaus                                                                               | Zweigeschossiger, verputzter Fachwerkbau mit massivem Erdgeschoss und Satteldach, bezeichnet „1631“ | D-6-72-155-21 | Ehemaliges Wohnstallhaus |
| Hohe Straße 10 (Standort)                                          | Ehemaliges Wohnstallhaus                                                                               | Eingeschossiger Satteldachbau mit Fachwerkgiebel, zweite Hälfte 18. Jahrhundert | D-6-72-155-22 | weitere Bilder           |
| Hohe Straße 12 (Standort)                                          | Hausfigur                                                                                              | Holzpietà, 18. Jahrhundert in hölzernem Hausschrein, bezeichnet „1867“ | D-6-72-155-23 | weitere Bilder           |
| Hohe Straße 17 (Standort)                                          | Pietà, ehemalige Hausfigur                                                                             | Auf Sandsteinsockel, bezeichnet „1731“ | D-6-72-155-25 | weitere Bilder           |
| Hohe Straße, vor Nr. 13 (Standort)                                 | Prozessionsaltar                                                                                       | Baldachinartige Rundbogenbedachung mit Evangelist Markus als Bekrönungsfigur, Rückwand mit Relief des Blutwunders von Walldürn, auf würfelförmigem Sockel mit Inschriftenkartusche, Sandstein, bezeichnet „1733“                  | D-6-72-155-24 | weitere Bilder           |
| Hohe Straße 27 (Standort)                                          | Prozessionsaltar                                                                                       | Baldachinartiger Aufbau mit Evangelist Lukas als Bekrönungsfigur, Rückwand mit Reliefdarstellung der fünf Wunden Christi, auf Tischsockel mit Inschriftenkartusche, Sandstein, bezeichnet „1746“                                  | D-6-72-155-26 | weitere Bilder           |
| Kirchplatz ()                                                      | Kreuzweg                                                                                               | vierzehn Kreuzwegstationen, Rundbogenaufsatz mit Kriechblumenschmuck und Reliefdarstellung der jeweiligen Kreuzwegszene, auf flachem Postament, Sandstein, bezeichnet mit "1868"                                                  | D-6-72-155-63 |                          |
| Kirchplatz 1; Buggasse 7 (Standort)                                | Katholische Pfarrkirche Mariae Himmelfahrt                                                             | Saalbau mit eingezogenem Chor und westlichem Turm mit Spitzhelm, Turm mittelalterlich, wohl 12. Jahrhundert, Langhaus von Anton Wüst, 1804; mit Ausstattung                                                                       | D-6-72-155-27 | weitere Bilder           |
| Kirchplatz 1 (Standort)                                            | Kirchenburg die Kirche einschließend, mit Gadenanlagen                                                 | Zumeist eingeschossige Massivbauten mit Kelleranlagen, Hausteinmauerwerk, Sandstein, im Kern wohl 12. Jahrhundert, teilweise mit Fachwerkaufbauten, 18./19. Jahrhundert                                                           | D-6-72-155-27 | weitere Bilder           |
| Kirchplatz 1 (Standort)                                            | Kirchhofmauer                                                                                          | Hausteinmauerwerk, mit zwei Rundbogentoren, wohl gleichzeitig | D-6-72-155-27 | weitere Bilder           |
| Kirchplatz 1 (Standort)                                            | Ölbergkapelle                                                                                          | Sandsteinfigurengruppe in moderner Kapelle, um 1800 | D-6-72-155-27 | weitere Bilder           |
| Nähe Am Lagberg (Standort)                                         | Kreuzschlepper                                                                                         | Figur des kreuztragenden Christus, Basis des Bildnisses mit Inschrift, auf Rundsäule mit ornamentiertem Postament, auf Sockel, Sandstein, bezeichnet „1770“                                                                       | D-6-72-155-36 | Kreuzschlepper           |
| Nähe Am Lagberg (Standort)                                         | Bildstock                                                                                              | Reliefaufsatz mit Kreuzbekrönung und Darstellung der Kreuzigung mit Assistenzfiguren, Rückseite mit Inschrift, auf Rundsäule über Postament, Sandstein, bezeichnet „1699“                                                         | D-6-72-155-34 | Bildstock                |
| Nähe Eichstraße; Raiffeisenstraße, bei Eichstraße 26/28 (Standort) | Dorfbach                                                                                               | mit Sandsteinquadern eingefasst, mit Waschbänken, 18./19. Jahrhundert | D-6-72-155-57 | weitere Bilder           |
| Nähe Eichstraße; Raiffeisenstraße; bei Eichstraße 26/28 (Standort) | Pforte                                                                                                 | Mit Schmiedeeisentür | D-6-72-155-57 | BW                       |
| Nähe Gartenstraße (Standort)                                       | Bildstock                                                                                              | Reliefaufsatz mit Darstellung des unter dem Kreuz fallenden Christus, Rückseite mit Inschrift, auf Rundsäule über würfelförmigem Sockel, Sandstein, bezeichnet „1620“                                                             | D-6-72-155-10 | weitere Bilder           |
| Raiffeisenstraße 3 (Standort)                                      | Hoftor                                                                                                 | Massives Rundbogentor, bezeichnet „1779“ und „1884“ | D-6-72-155-31 | Hoftor                   |
| Schlangenweg (Standort)                                            | Bildstock                                                                                              | Vierseitiger Reliefaufsatz mit Darstellung der Kreuzigung mit Assistenzfiguren, adorierende Gestalten und Inschrift, auf Vierkantschaft mit Echterwappen, über Postament, Sandstein, bezeichnet „1605“                            | D-6-72-155-32 | Bildstock                |
| Solchenrain (Standort)                                             | Bildstock                                                                                              | Freifigur des Christus an der Geißelsäule, auf Postament mit Inschrift, Sandstein, bezeichnet „1887“ | D-6-72-155-40 | weitere Bilder           |
| Solchenrain (Standort)                                             | Flurkreuz                                                                                              | Kruzifix auf abgeschrägten Tischsockel mit Inschrift, Sandstein, bezeichnet „1885“ | D-6-72-155-60 | Flurkreuz                |
| Staatsstraße 2290, Stenzenberg (Standort)                          | Kreuzschlepper                                                                                         | Figur des kreuztragenden Christus auf Rundsäule, auf würfelförmigem Sockel mit gekreuzten Werkzeugen, Sandstein, bezeichnet „1720“                                                                                                | D-6-72-155-37 | weitere Bilder           |
| Staatsstraße 2290, Triebberg (Standort)                            | Bildstock                                                                                              | Reliefaufsatz mit Kreuzbekrönung und Darstellung der Heiligen Dreifaltigkeit, Rückseite mit Inschrift, auf abgefastem Vierkantschaft über Tischsockel mit Inschrift, neugotisch, Sandstein, bezeichnet „1887“                     | D-6-72-155-42 | weitere Bilder           |
| Triebberg (Standort)                                               | Flurkapelle                                                                                            | Kleiner Saalbau mit Satteldach und südlichem Turm mit Spitzhelm, neugotisch, bezeichnet „1895“ | D-6-72-155-58 | BW                       |
| Triebberg (Standort)                                               | Bildstock                                                                                              | Dreiseitiger Reliefaufsatz mit Darstellungen einer Kreuzigungsgruppe, Pietà mit Inschrift und Maria als Himmelskönigin, auf Rundsäule über gemauertem Tischsockel, Sandstein, bezeichnet „1702“                                   | D-6-72-155-59 | Bildstock                |
| Wasserloser Straße 1 (Standort)                                    | Kruzifix                                                                                               | Sandsteinkruzifix auf Tischsockel mit Inschriftenkartusche, darauf Figur der trauernden Muttergottes, davor Sandsteingebetbank, bezeichnet „1730“                                                                                 | D-6-72-155-44 | Kruzifix                 |
| Wasserloser Straße 1 (Standort)                                    | Kapelle, sogenannte Heilig-Kreuz-Kapelle                                                               | Saalbau mit eingezogenem Chor und Dachreiter mit Spitzhelm, im Kern vor 1451, 1711 erweitert und 1810 verändert; mit Ausstattung                                                                                                  | D-6-72-155-43 | weitere Bilder           |

## Ehemalige Baudenkmäler
In diesem Abschnitt sind Objekte aufgeführt, die früher einmal in der Denkmalliste eingetragen waren, jetzt aber nicht mehr. Objekte, die in anderem Zusammenhang also z. B. als Teil eines Baudenkmals weiter eingetragen sind, sollen hier nicht aufgeführt werden. Aktennummern in diesem Abschnitt sind ehemalige, jetzt nicht mehr gültige Aktennummern.

| Lage                      | Objekt    | Beschreibung    | Akten-Nr.     | Bild           |
| ------------------------- | --------- | --------------- | ------------- | -------------- |
| Hauptstraße 24 (Standort) | Pforte    | 1757            | D-6-72-155-15 | weitere Bilder |
| Hohe Straße 7 ()          | Hausfigur | 18. Jahrhundert | D-6-72-155-20 |                |

## Abgegangene Baudenkmäler
In diesem Abschnitt sind Objekte aufgeführt, die früher einmal in der Denkmalliste eingetragen waren, jetzt aber nicht mehr existieren, z. B. weil sie abgebrochen wurden. Aktennummern in diesem Abschnitt sind ehemalige, jetzt nicht mehr gültige Aktennummern.

| Lage                     | Objekt    | Beschreibung | Akten-Nr.     | Bild      |
| ------------------------ | --------- | --- | ------------- | --------- |
| Hörlesgasse 1 (Standort) | Hausfigur | 18./19. Jahrhundert. Beim Verkauf des Anwesens wurde die Hausfigur von den alten Eigentümern mitgenommen. Ihr Verbleib ist unbekannt. | D-6-72-155-19 | Hausfigur |